# الراديو 9090
الراديو 9090 محطة متنوعة تذيع عدد من البرامج الاجتماعية والترفيهية مع أحدث الأغاني العربية.

## البرامج

### صباحك ومطرحك
صباحك ومطرحك هو برنامج صباحي جديد يقدمه الإعلامي أحمد يونس، من الأحد إلى الخميس من 7 إلى 9 صباحًا، البرنامج تم إنتاجه بهدف الترفيه المسموع، المصحوب بالمعلومات والأخبار المهمة والجذابة.

### ملعب 9090
الإعلامي الرياضي إبراهيم فايق يقدم برنامج ملعب 9090، من الأحد إلى الثلاثاء من 10 إلي 11 صباحًا. والذي سيقدم من خلاله تغطيات وأخبار حصرية، في كل المواضيع التي تخص الرياضة.

### فير بلاي
هيقدمه الإعلامي الكابتن زكريا ناصف يوم الأربعاء من كل أسبوع، من 10 إلي 11 صباحًا. وفيه يُسلط الضوء على كل ما يخص الكرة العالمية.

### عربيتك
يستمر الإعلامي معتز عاطف في تقديم برنامجه عربيتك كل خميس، من 10 إلي 11 صباحًا. والذي يتناول فيه كل ما يخص عالم السيارات. ويقدم خدمات تجنب المستمعين مشاكل كثيرة تخص التعامل مع السيارات.

### تفرق
يقدم الإعلامي رامي رضوان برنامج تفرق، يوم الأحد من 12 إلي 2 ظهرًا
البرنامج للتحدث عن احوال الشارع والمستمعين وكيفية تطوير افكارنا في حل المشاكل والحدث الاسبوعى الأهم

### وانتوا بصحة وسعادة
تقدمه الفنانة رجاء الجداوي والإعلامية سالى سعيد، يوم الاثنين من 12 إلي 2 ظهراً.
وهو برنامج إجتماعى يستهدف الرجل والمرأة
الرجل وكيفية التعامل مع العنصر النسائي في حياته الزوجة، الابنة، الأم، المديرة إلخ
المرأة وكيفية التعامل مع المشاكل أي كان نوعها التي تواجهها سواء كانت في حياتها الخاصة أو حياتها العملية
ويتم استضافة ضيف متخصص في إحدى المجالات المطروحه داخل الحلقة

### المانيفستو
يقدمه الكاتب الصحفى أحمد الطاهرى، يوم الثلاثاء من 12 إلي 2 ظهرًا.

### أجيال
تقدمه الإعلامية فاطمة مصطفى والدكتور محمد رفعت، يوم الأربعاء من 12 الي 2 ظهرًا.

### اقنعني واقنعك
تقدم الإعلامية أسماء يوسف برنامج اجتماعي جديد، وهو اقنعنى واقنعك. ويُذاع كل خميس من 12 إلي 2 ظهرًا.

### باب رزق
يستمر الكاتب الصحفى والإعلامي يسري الفخراني، في تقديم برنامج باب رزق يوميًا، من الأحد إلى الخميس الساعة 2 ظهرًا.

### كلام بالمصري
برنامج كلام بالمصري هو برنامج حوارى سياسى إجتماعى يغطى أحداث الشارع المصرى الساخنة مع الإعلامي محمد علي خير، من الأحد إلي الثلاثاء من 3 إلي 4 عصرًا.

### حال بلدنا
حال بلدنا برنامج لمتابعه الوضع الحكومي وقراءه مجتمعيه للمشاكل والجديد الذي يمكن ان يقدم للجمهور من خدمات وحل مشاكلهم مع الإعلامي أحمد خيري، أيام الأربعاء والخميس، من 3 إلي 4 عصرًا.

### افصل واسمع
افصل واسمع برنامج الهدف منه مشاركة المستمعين رحلة العودة ويعتمد على الاتصالات ورسائل المستمعين من خلال فقراته:
اسمع تاخد حاجه نضيفه – خليك هادى وكمل عادى – كده ينفع وكده ينفع، يوميًا من الأحد إلى الخميس من 4 إلي 6 عصرًا، مع الإعلامي محمد نشأت والإعلامية مروة صبرى.

### اظبط مودك
برنامج جديد تقدمه الإعلامية شيماء حافظ كل اثنين وأربعاء، من 6 إلي 8 مساءً.

### Radio DJ
انضم الدي جي (DJ) الشهير ياسر الحريري إلي فريق الراديو 9090، ببرنامج راديو دي جي، ويُذاع أيام الأحد والثلاثاء والخميس، من 6 إلي 8 مساءً.

### باب الغنا
باب الغنا برنامج فنى هدفه القاء الضوء والمشاركة مع المواهب الفنيه الجديده واستضافة نجوم الغناء الشباب المشاركين في برامج المسابقات الغنائيه بصوره عامه، ويقدمه الفنانين الشباب مينا عطا ورانا سماحة كل أحد من 9 إلي 11 مساءً.

### راديو سكوب
تقدم الإعلامية غدير حسان، راديو سكوب البرنامج الفني المتخصص في أحوال الفن وأخبار الفنانين 
أسرارهم، أخبارهم، كواليس اعمالهم وانفرادات حصرية من أجدد الأعمال الفنية،
يذاع الاثنين والثلاثاء والأربعاء من 9 إلي 11 مساءً.

### الراديو بيضحك
الراديو بيضحك برنامج خفيف يعتمد على الكوميديا من خلال فقرات البرنامج كمشهد كوميدى والافيه هو الموضوع واستضافة نجم كوميدى تليفزيونى أو اذاعى أو تواصل اجتماعى وفقرة اسره مع بعضينا وهي مسابقه بين اسرتين 4 افراد في المعلومات العامه والفريق الخاسر يرشح فريق اخر للتكمله، تقدمه الإعلامية فاطمة مصطفى كل ثلاثاء وخميس 9 إلي 11 مساءً.

### لعلهم يفقهون
يقدم الشيخ خالد الجندي برنامج دينى يتناول فيه المسائل الدينيه عامة والامور الفقهيه بطريقه ميسره عن طريق التواصل مع المستمعين سواء بالمكالمات التليفونيه أو إرسال الاستفسارات والاسئله عن طريق الرسائل ويجيب عليها الشيخ على الهواء، يذاع يوم الجمعة من كل أسبوع من 2 إلي 4 عصرًا.

### خمسينة شاي
فيه تقوم مقدمة البرنامج بعرض حدث أو حدثين من وجهة نظرها وسرد تاريخ مصر ومشاركات المستمعين معها من خلال الرسائل والتليفونات تقدمه الدكتورة لميس جابر كل جمعة، من 4 إلي 6 مساءً.

### في الزمن ده
يقدم الإعلامي محمود الفق برنامج في الزمن ده يوم الجمعة والسبت من 6 إلي 8 مساءً.

### أصيل وأصلي
برنامج يعتمد على اذاعة موسيقى واغانى السبعينات والثمانينات والتسعينات وذكريات شباب الجيل، يقدمه الإعلامي عبد الفتاح مصطفى كل جمعة من 8 إلي 10 مساءً.

### يلا بينا
هو برنامج يقدم نماذج حقيقيه لشباب استطاعوا من خلال مشروعات صغيره تحقيق النجاح في حياتهم العملية يقدمه الإعلامية رغدة الشيمي ورضوى حسن كل سبت من 12 إلي 1 ظهرًا.

### ماذا ولماذا
برنامج يقوم علي قراءة المواقف الاعلاميه لبرامج التوك شو والصحافة (مصرى-عربي-عالمي) مع استضافة شخصية معنيه بالحدث الأهم في الحلقة والرد علي مواقع التواصل الاجتماعي، تقدمه الإعلامية الدكتورة نائلة عمارة، يوم السبت من 8 إلي 10 مساءً.

### الصبح بليل
بيقدمه الإعلامي فادي إبراهيم، أيام الجمعة والسبت والأحد، من 12 إلي 2 بالليل.

### مفيش نوم
برنامج جديدا يقدمه الإعلاميين إيمان مختار وحسام عصام، أيام الاثنين والثلاثاء والأربعاء، من 12 إلي 2 بالليل.

### كلام معلمين
كلام معلمين يذاع يوم الخميس من الساعة 12:00 إلى 2.00 صباحا وهو برنامج ليلى يستهدف شريحة مستمعين يعشقون الاستماع إلى الراديو وأحمد يونس فى هذا التوقيت، ويعتمد على مجموعة من الفقرات الهدف منها ربط المستمع بالراديو من خلال المشاركة فى كل فقرات البرنامج، إما عن طريق السوشيال ميديا أو التليفون أو الرسائل النصية من هذه الفقرات: المعلمين وصلو – خد عندك عن الحقائق الغريبة – في الكام يوم اللى فاتوا عن أهم أحداث الأسبوع - مينى مكس – كان ياما كان قصة قصيرة بها عبرة – أنت المعلم مع أحد الضيوف – وقصة الرعب وملفات سرية وتجارب حقيقية